# Hackerobrachys viridiventris
Hackerobrachys viridiventris är en insektsart som först beskrevs av Stsl 1863.  Hackerobrachys viridiventris ingår i släktet Hackerobrachys och familjen Eurybrachidae. Inga underarter finns listade i Catalogue of Life.